# Guillermo Fernández Otero
Carlos Guillermo Fernández Otero (Miraflores, 8 de octubre de 1953) es un abogado y político peruano. Es el actual alcalde del distrito de Punta Hermosa desde el 1 de enero del 2023, cargo que también ocupó en periodos anteriores.

## Biografía
Nació en el distrito de Miraflores, el 8 de octubre de 1953.
Estudió la carrera de Derecho en la Universidad Nacional Federico Villarreal donde obtuvo el título de abogado en el año 1989. También cuenta con un bachillerato en 1980.

## Carrera política

### Alcalde de Punta Hermosa
Fue miembro del Partido Popular Cristiano y se inició en la política como candidato a la alcaldía del distrito de Punta Hermosa por la alianza Unidad Nacional para las elecciones municipales del año 2006, donde finalmente resultó elegido como alcalde del distrito de Punta Hermosa para el periodo municipal 2007-2010. Fue luego reelegido en las elecciones municipales del 2010 y en las elecciones municipales del 2014 para otros 2 periodos.
En las elecciones municipales del 2022, volvió a postular a la alcaldía como miembro del partido Avanza País y fue nuevamente elegido como alcalde para el periodo 2023-2026.